# Бобруйский завод ДВП
Бобруйский завод ДВП — одно из крупнейших предприятий на пространстве СНГ, которое занимается производством древесноволокнистых плит без использования фенолформальдегидных смол, что делает ДВП абсолютно экологически чистой. Полное наименование — Бобруйский завод древесноволокнистых плит. Предприятие расположено в городе Бобруйске, Республика Беларусь.

## История
Бобруйский завод ДВП был основан в 1968 году и входил в состав Производственного объединения «Бобруйскдрев». В 1968 году технологическая линия по производству ДВП польского производства по праву считалась прекрасным техническим достижением. В книге «Первенец белорусской деревообработки» о заводе ДВП немало тёплых воспоминаний и интересных фактов, например такой: «Сейчас (то есть в 1975 году) на заводе самый высокий в стране съём продукции с квадратного метра площади нагревательных плит пресса — 41,6 тысячи квадратных метров в год. Все нововведения помогли в намеченный срок достичь проектной мощности. На сегодня запроектированный рубеж превзойдён без малого на миллион квадратных метров. За пять лет работы (к концу 1974 года) затраты на сооружение завода были полностью окуплены».
Завод ДВП создавался в производственном объединении «Бобруйскдрев», в рамках государственной политики для наиболее полного, комплексного использования древесины, то есть после разделки хлыстов на сортовую древесину оставшаяся низкосортная древесина перерабатывалась в щепу для последующего использования в изготовлении ДВП, перерабатывались в щепу все отходы лесопиления, деревообработки, фанерного производства.
1 июня 1994 г. ПО «Бобруйскдрев» было преобразовано в ОАО «ФанДОК». В начале 1990-х рост цен на энергоносители, разрыв сложившихся хозяйственных связей и традиционных рынков сбыта стали тяжёлым испытанием на прочность предприятия. В итоге по рекомендации Могилёвского облисполкома 28 июня 1995 года ОАО «ФанДОК» в порядке расчётов за потребляемую электроэнергию продало РУП «Могилёвэнерго» завод древесноволокнистых плит.
На основании распоряжения Президента Республики Беларусь от 1 марта 2010 г. № 60рп «О продаже на аукционе предприятия как имущественного комплекса», 20 октября состоялся аукцион по продаже Бобруйского завода ДВП как имущественного комплекса. 30 декабря 2011 года находящийся в хозяйственном ведении РУП «Могилевэнерго» филиал Бобруйский завод ДВП был передан в собственность ООО «БизнесСтройМир» г. Могилев.
В состав завода входят три цеха: ДВП-1, ДВП-2, ДВП-3. Цех ДВП-1, построенный по проекту и с участием специалистов польской фирмы «Проземак» (проектная мощность цеха — 10 млн м2 ДВП в год), введён в эксплуатацию в 1968 году, выпускает древесноволокнистые плиты мокрым способом. Цех ДВП-2 также фирмы «Проземак» (проектная мощность составляет 15 млн м2 ДВП в год), введён в эксплуатацию в 1984 году. В 2009 году в связи с мировым финансово-экономическим кризисом работа цеха ДВП-2 была приостановлена. Цех ДВП-3 состоит из участка по рубке щепы, очистных сооружений, участка по погрузке и разгрузке вагонов, отделения по прирезке плиты на форматы на технологических линиях производства «SCHWABEDISSEN» и «GABBIANI», а также по изготовлению кругов и колец для тарного производства. С 2005 года завод ДВП начал экспортировать новый вид продукции — круги и кольца из ДВП.

## Собственники и руководство
С 28 июня 1995 г. по 29 декабря 2011 г. Бобруйский завод ДВП был филиалом РУП «Могилёвэнерго» Концерна «Белэнерго» Республики Беларусь.
С 30 декабря 2011 года Бобруйский завод ДВП является филиалом ООО «БизнесСтройМир».

## Деятельность
В настоящее время[когда?] Бобруйский завод ДВП производит экологически чистую ДВП марки НВ.НТ-СП размера 2745х1700х3,2 мм. Плиту ДВ используют в мебельной промышленности, строительстве, вагоностроении и автомобилестроении, а также в качестве упаковочного материала для упаковки предприятиями собственной продукции.
Также на предприятии производятся круги и кольца из ДВП. Круги из ДВП изготавливаются размером 200—1700 мм и используются для картонно-навивной тары. Кольца из ДВП производятся размером 600—1700 мм и используются для электротехнических барабанов.